# Parti pirate (Maroc)
Pour Parti pirate, voir Liste des partis pirates.
 (mars 2012).
Si vous disposez d'ouvrages ou d'articles de référence ou si vous connaissez des sites web de qualité traitant du thème abordé ici, merci de compléter l'article en donnant les références utiles à sa vérifiabilité et en les liant à la section « Notes et références ».
Le Parti pirate marocain (arabe : حزب القراصنة (المغرب)) est un parti politique du Maroc n’existant pas encore aux yeux de la loi. À l’heure actuelle, il s’agit d’un groupe d’une dizaine de jeunes gens déjà impliqués dans d’autres activités associatives et professionnelles. Il est l’une des premières extensions du mouvement du Parti pirate sur le continent africain après le Parti pirate tunisien. Il est membre du Parti pirate international.